# Château de Salgas
Le château de Salgas est un château situé à Salgas, près de Vebron, en Lozère, en France.
Il fait l’objet d’une inscription au titre des monuments historiques depuis le 29 juillet 1991.

## Situation
Le château est situé sur la commune de Vebron, en Lozère, au lieu-dit Salgas. Ce canton était situé dans l'ancienne province du Gévaudan. Il est en plein cœur des Cévennes et est d'ailleurs dans la zone protégée du parc national des Cévennes.

## Histoire
Il est fait mention du château durant la guerre des Camisards. Le baron protestant de Salgas, François de Pelet, s'y réfugie après la révocation de l'édit de Nantes. Il est condamné aux galères, et ne fut libéré qu'à la mort de Louis XIV.

### Sources et références
1. ↑  Notice no PA00103941, sur la plateforme ouverte du patrimoine, base Mérimée, ministère français de la Culture